# Adelheid von Senheim
Adelheid von Senheim (* um 1300 in Senheim; † nach 1361 in Bremm) war eine Äbtissin und Meisterin im Augustiner-Frauenkloster Stuben.

## Leben
Adelheid von Senheim war eine Tochter der Eheleute Franco und Aleydis von Senheim, die 1329 den Frankenturm in Trier der Benediktinerabtei St. Matthias aus Verbundenheit zum Konvent geschenkt hatten und deshalb im Bereich der Abtei eine Grabstätte erhielten. In ihrer Amtszeit als Äbtissin konnte Adelheid von Senheim die Besitzungen des Klosters in der näheren Umgebung vermehren, was auf ihre örtliche Herkunft und Beziehungen zurückgeführt wurde. 1339 erwarb das Kloster vom Ritter Richard von Buch den Zehnten in Neef und Bremm, zwei Weinberge in Bremm und Senheim sowie Weinrenten zu Aldegund, Eller und Ellenz. Ferner erwarb das Kloster noch eine Kornrente zu Polch, eine Mühle im Ellerbachtal, 2 Stück Land in Senheim und einen Hof in Düngenheim in der Eifel. Nachdem es zu mehreren aufeinander folgenden Missernten gekommen war, hatte Erzbischof Balduin von Trier die Anzahl der Konventsmitglieder im Kloster Stuben am 29. August 1352 nach Bitten der Meisterin auf 30 Personen festgesetzt.
Am 27. April 1361 bekundeten die Meisterin des Klosters Stuben, Adelheid von Senheim, die Priorin Bentzele von Sohren und der Konvent des Klosters: 
Um Gottes Willen und darum, dass man im Kloster für ihn und seine Vorfahren betet, hat Johann, Graf von Sponheim ihnen bis auf Widerruf erlaubt, aus dem im [Kröver] Reich gelegenen Kondelwald („Kuntal“) mit vier Eseln liegendes Holz zu holen. Sobald dies durch Briefe oder Boten widerrufen wird, hat das Kloster dort kein Recht mehr. Boten und Knechte, die das Holz holen, dürfen weder grünes Holz noch Futter, Erde oder Heu, auch nichts mit Pferden oder Wagen aus dem Wald fahren. Wenn das geschieht, dürfen die Förster des Waldes Pfänder nehmen und diese versetzen nach dem Urteil des Grafen; das Kloster kann dagegen nicht rechtlich vorgehen.
Nach 1361 sind keine weiteren Aufzeichnungen über Adelheid (Aleydis) von Senheim überliefert.